# Apalacris contracta
Apalacris contracta är en insektsart som först beskrevs av Walker, F. 1870.  Apalacris contracta ingår i släktet Apalacris och familjen gräshoppor. Inga underarter finns listade i Catalogue of Life.